# 吴桥镇
吴桥镇隶属江苏省江都区管辖，占地56平方公里，人口5.2万。邮编225222

## 行政区划
辖小荡、李桥、红河、金阳、进化、世元、小袁、陆庙、长庄、高扬、季刘、万寿、王河、五庄、宝塔15个行政村和西桥、谢桥2个社区。

## 历史文化
抗日战争时期，陈毅、叶飞、姬鹏飞、惠浴宇等曾经在这里开辟了苏北抗日根据地。并在这里先后成立了中共苏北特委、中共江都县工作委员会、抗日军政学校、江都民众抗日自卫委员会、江都县民众抗日自卫总团、苏北宪政促进会。故吴桥镇有“抗日桥头堡”、“苏中小延安”之称。